# GTA Spano
Der GTA Spano ist ein Supersportwagen des spanischen Automobilherstellers GTA, der 2008 als GTA Concept der Öffentlichkeit präsentiert wurde. Ab 2013 wurde das 618 kW (840 PS) starke Fahrzeug produziert und verkauft, im Frühjahr 2015 debütierte auf dem Genfer Auto-Salon eine überarbeitete Version mit 680 kW (925 PS). Der V10-Motor, der nach dem Facelift noch 8 statt 8,3 Liter groß ist, stammt aus der Dodge Viper. Der Flügeltürer baut auf einem Carbon-Monocoque auf und wird über die Hinterräder angetrieben. 100 km/h erreicht er in weniger als drei Sekunden. 10 GTA Spano wurden bis zum Facelift produziert, weitere 99 sollten produziert werden. Letztendlich folgten aber nur noch 2 weitere, ehe die Produktion 2015 eingestellt wurde.
2014 spielte der GTA Spano eine Rolle im Film Need for Speed.
Zudem ist der Wagen in einigen Video- und Handyspielen verfügbar, unter anderem in Forza Horizon 3, Forza Horizon 4, Asphalt 8: Airborne und CSR Racing 1 und 2.

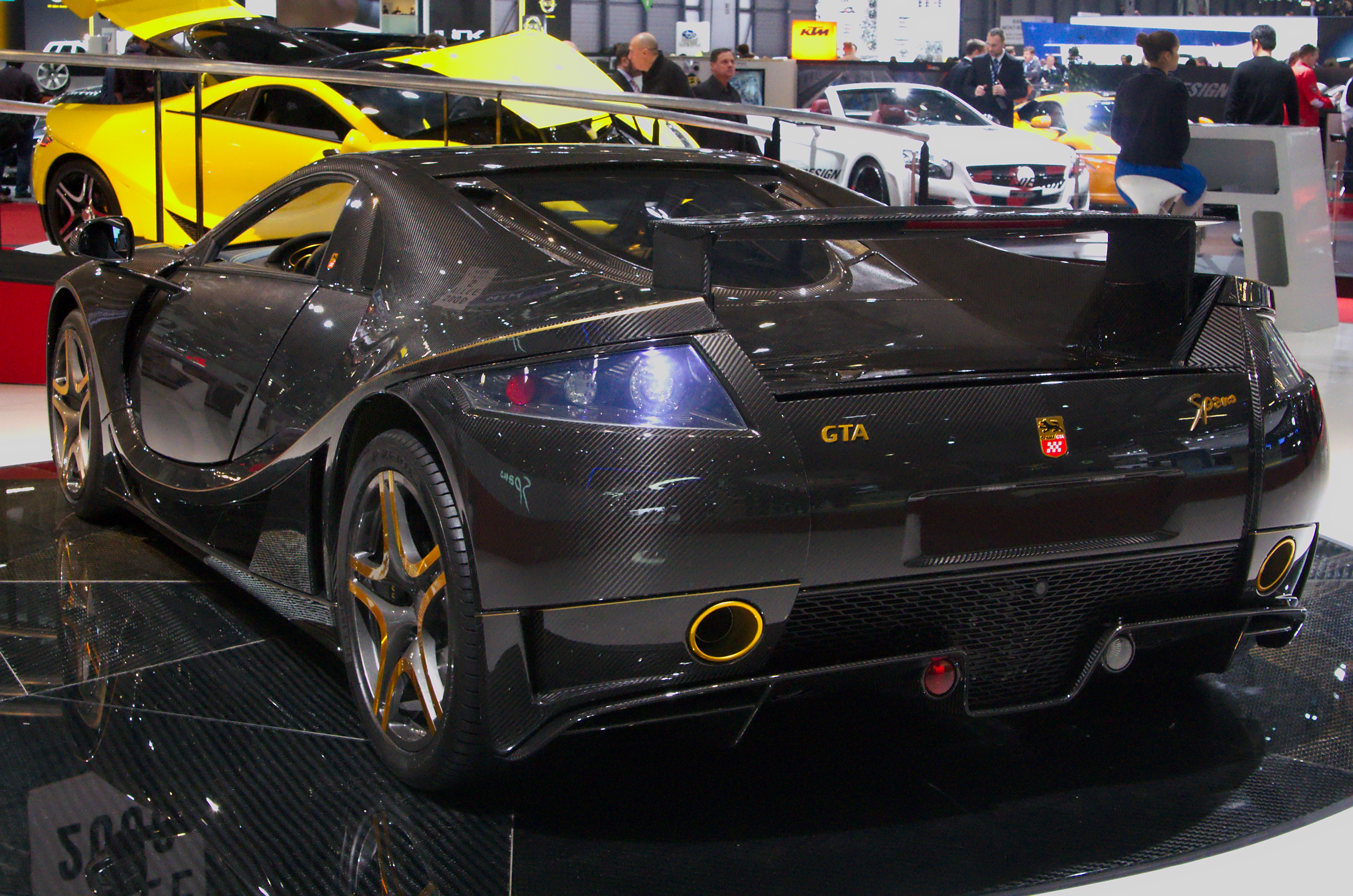
Heckansicht
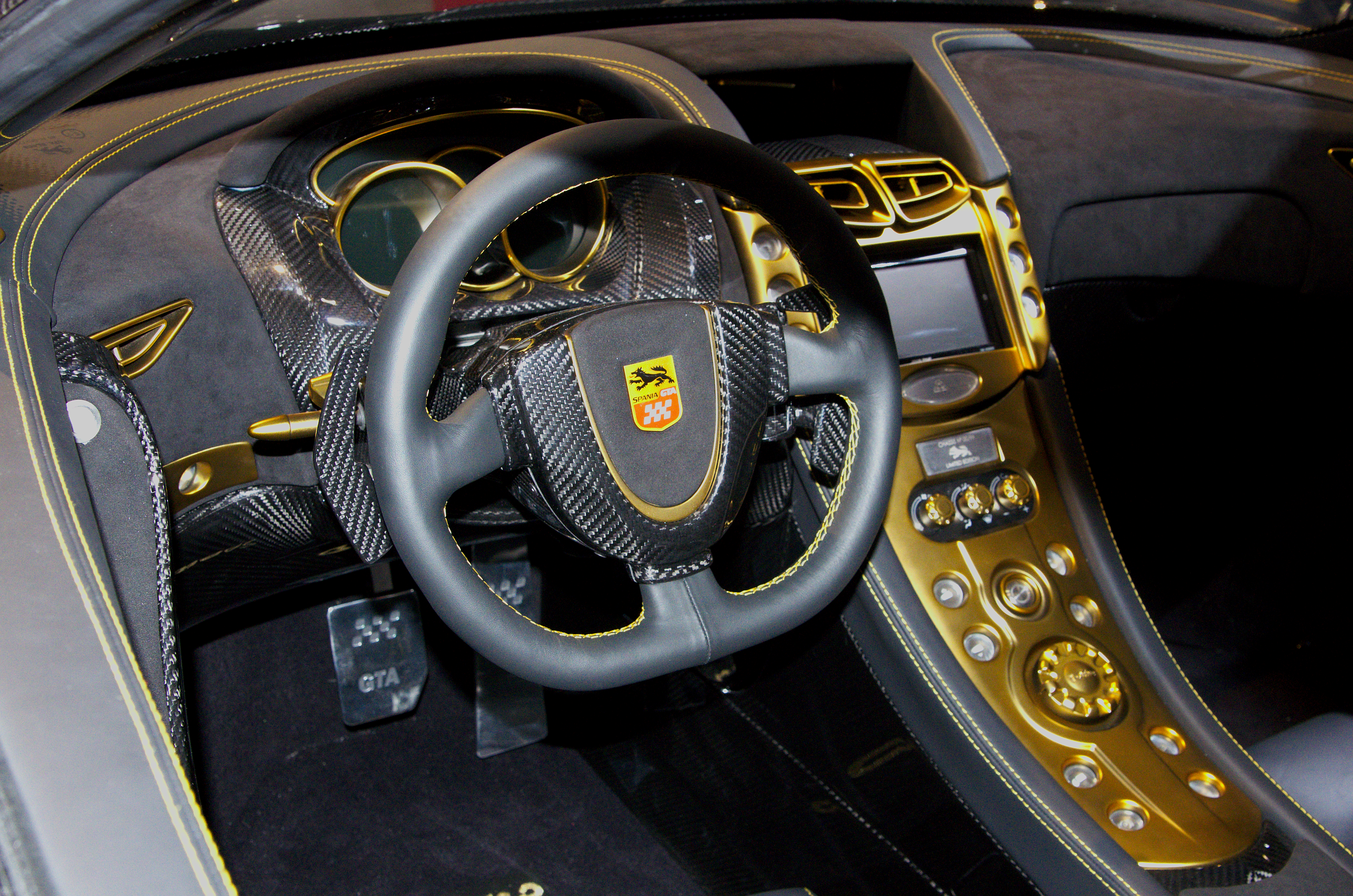
Innenraum

## Technische Daten
|                                             | GTA Spano                     |                               |
| Bauzeitraum                                 | 2010–2015                     | 2015                          |
| Motorkenndaten                              |                               |                               |
| Motortyp                                    | V10-Ottomotor                 | V10-Ottomotor                 |
| Motoraufladung                              | Twin Turbo                    | Twin Turbo                    |
| Hubraum                                     | 8300 cm³                      | 7990 cm³                      |
| max. Leistung bei min−1                     | 618 kW (840 PS) / 6300        | 680 kW (925 PS) / 6300        |
| max. Drehmoment bei min−1                   | 920 Nm /                      | 1220 Nm /                     |
| Kraftübertragung                            |                               |                               |
| Antrieb                                     | Hinterradantrieb              | Hinterradantrieb              |
| Getriebe, serienmäßig                       | sequenzielles 7-Gang-Getriebe | sequenzielles 7-Gang-Getriebe |
| Messwerte                                   |                               |                               |
| Höchstgeschwindigkeit                       | 350 km/h                      | 370 km/h                      |
| Beschleunigung, 0–100 km/h                  | 3,0 s                         | 2,9 s                         |
| Leergewicht                                 | 1350 kg                       | 1400 kg                       |
| Tankinhalt                                  | 110 l                         | 100 l                         |
| Kraftstoffverbrauch auf 100 km (kombiniert) |                               |                               |
| CO2-Emissionen (kombiniert)                 |                               |                               |